# Salvatorkirche (Gera)
Koordinaten: 50° 52′ 38,4″ N, 12° 5′ 9,3″ O

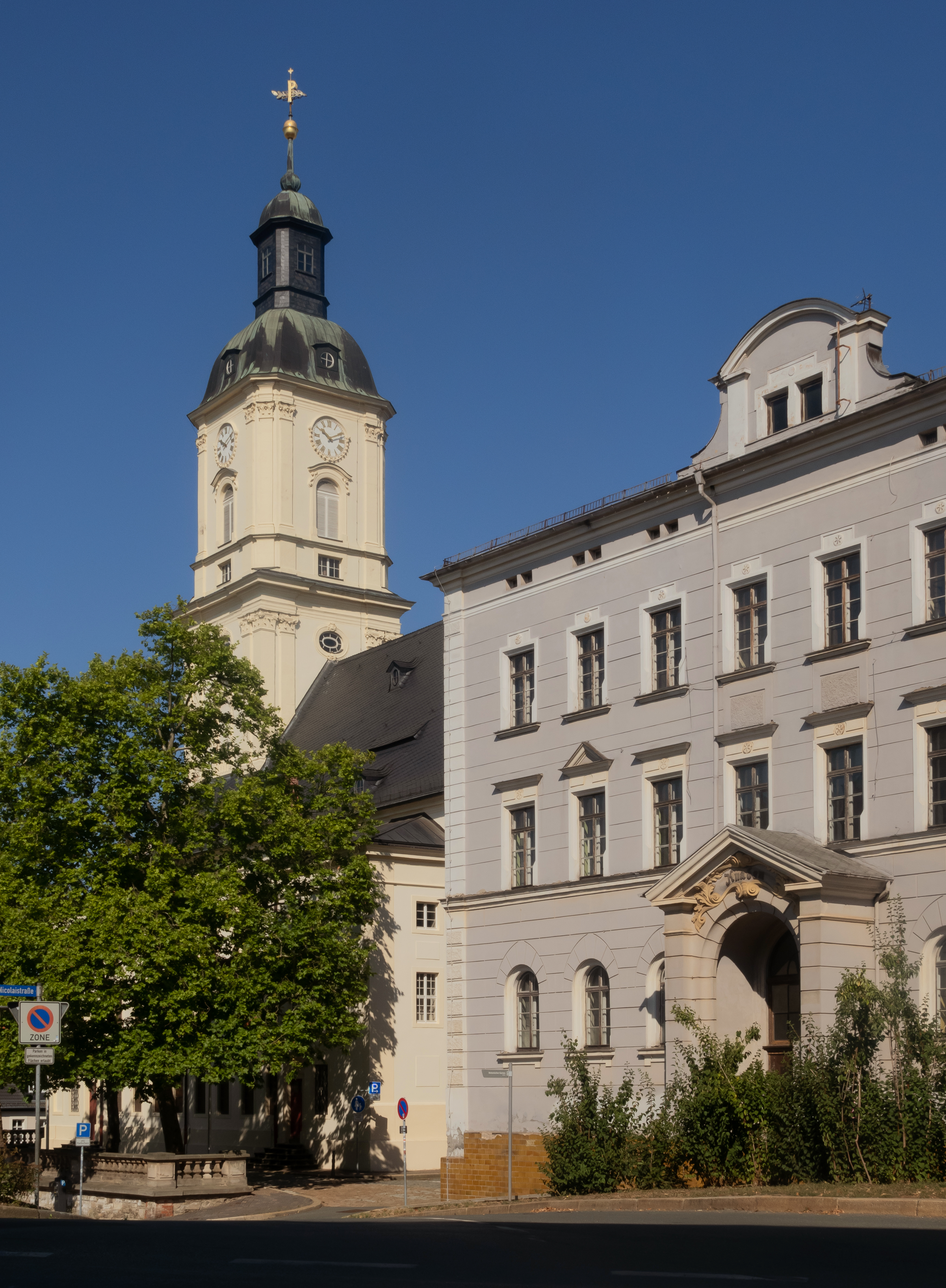
Salvatorkirche (2022)

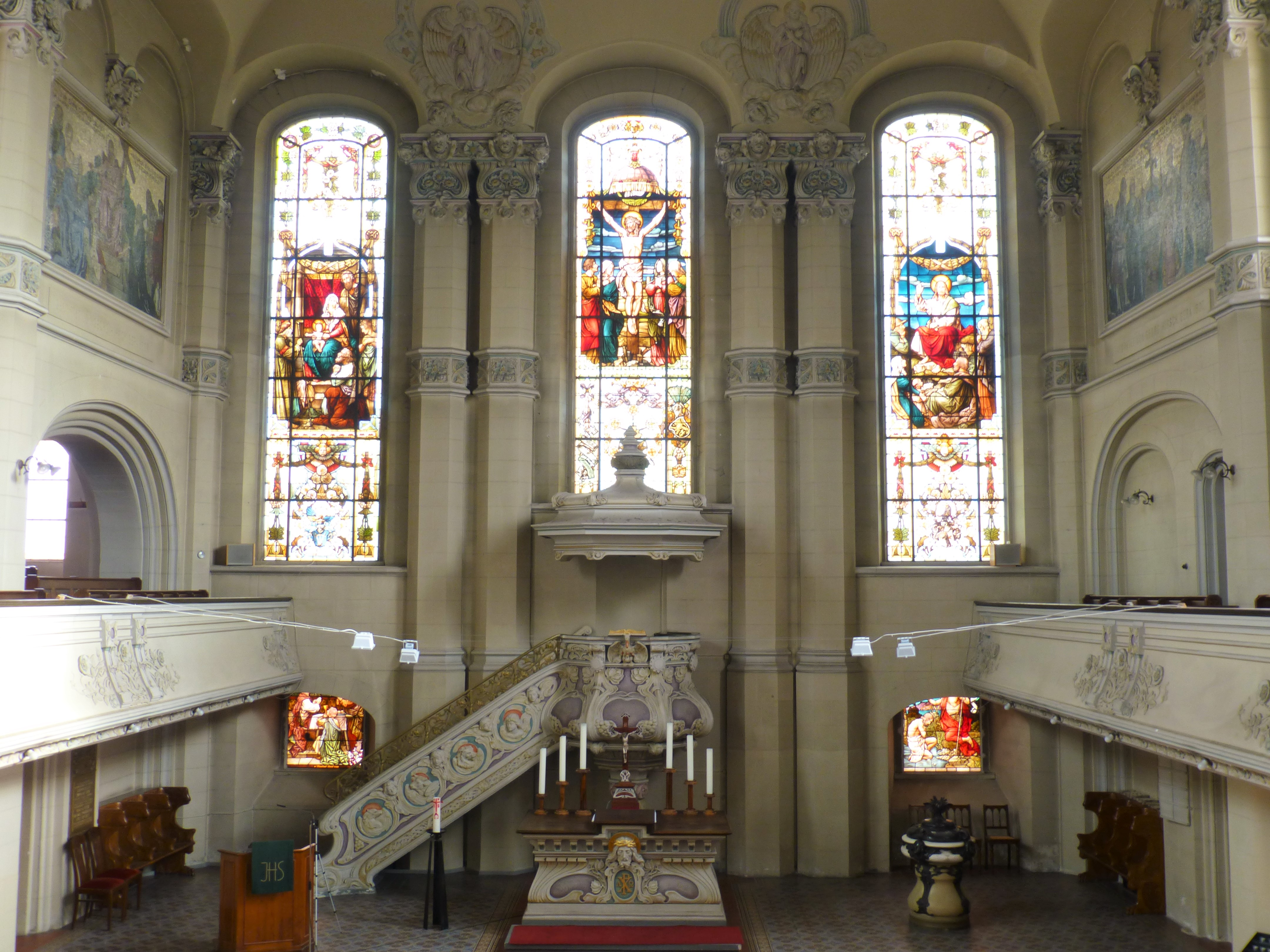
Salvatorkirche Gera, Innenraum im Jugendstil, Blick zum Altar und zur Kanzel

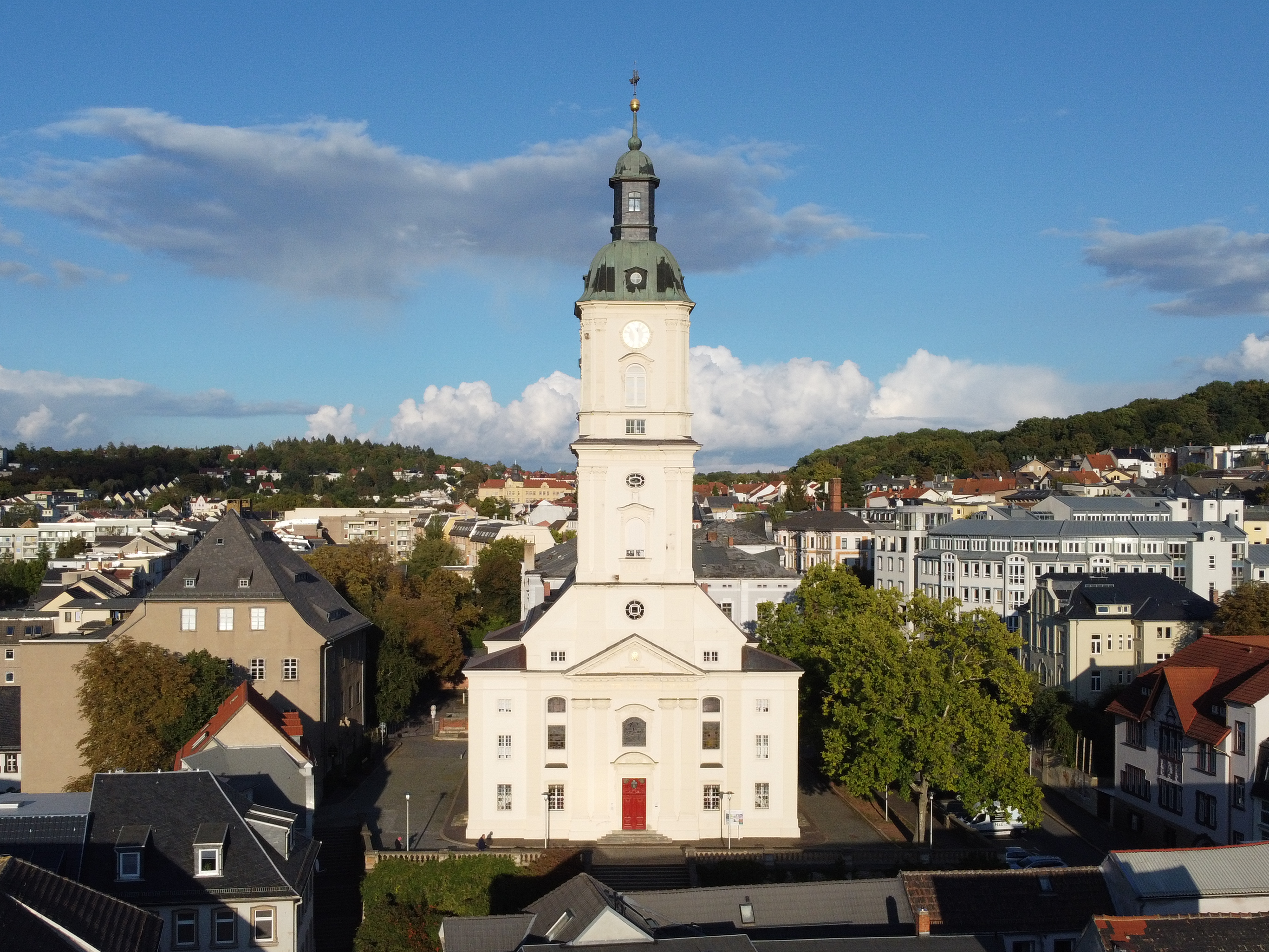
Luftaufnahme der Salvatorkirche (2022)

Die Salvatorkirche ist eine evangelisch-lutherische Kirche auf dem Nicolaiberg im Stadtzentrum von Gera in Thüringen. Neben der Johanniskirche und der Trinitatiskirche ist sie eine der drei innerstädtischen Kirchen von Gera. 

## Geschichte
Auf dem Nicolaiberg standen ursprünglich eine dem heiligen Nikolaus geweihte Kapelle und ein Termineihaus (Unterkunftshaus für Bettelmönche). Die Kapelle, nach der der Berg bereits 1333 als „zcu Gera uf sente Nycolaus berge“ bezeichnet wird, brannte beim Stadtbrand von 1686 ab. 1717 wurden die Ruinen abgerissen, um der neuen Kirche Platz zu machen.
Die Barockkirche selbst wurde in den Jahren 1717 bis 1720 nach Plänen des kursächsischen Landesbaumeisters David Schatz erbaut, der Turm jedoch – nachdem man mit einer eigens eingerichteten Turmbaulotterie zu den erforderlichen Mitteln gekommen war – erst in den Jahren 1775 bis 1778 nach Plänen von Gerardo Hofmann. Nur zwei Jahre später wurde die Kirche beim Geraer Stadtbrand 1780 zerstört. Im Gegensatz zur zweiten damaligen Geraer Kirche, der Johanniskirche, wurde die Salvatorkirche in den Jahren 1781 bis 1783 wieder aufgebaut und ist daher seitdem die einzige Kirche in Geras historischer Altstadt. Bis zur Errichtung der neuen Johanniskirche (1885 geweiht) war sie die alleinige Pfarrkirche Geras, außerdem wurden hier – weil die alte Johanniskirchgruft, die traditionelle Grablege der Geraer Reußen, nach dem Stadtbrand nicht mehr nutzbar war – 1802 der letzte Herr von Reuß-Gera, Heinrich XXX., und 1829 seine Gemahlin Luise Christiane von Pfalz-Birkenfeld beigesetzt.
Im Jahr 1898 brach man die unterhalb der Kirche gelegenen Häuser ab und legte an ihrer Stelle die heutige repräsentative Freitreppe an. Ab 1903 wurde das Kircheninnere unter der Leitung von Stadtbaurat Adolf Marsch im Sinne des Jugendstils umgestaltet, 1907 schuf der Münchner Maler Josef Huber-Feldkirch ein Glasmosaik.
Nach den Renovierungsarbeiten an der Westfassade der Salvatorkirche (2006) werden die Arbeiten seit Herbst 2007 am Turm fortgesetzt.

## Orgel

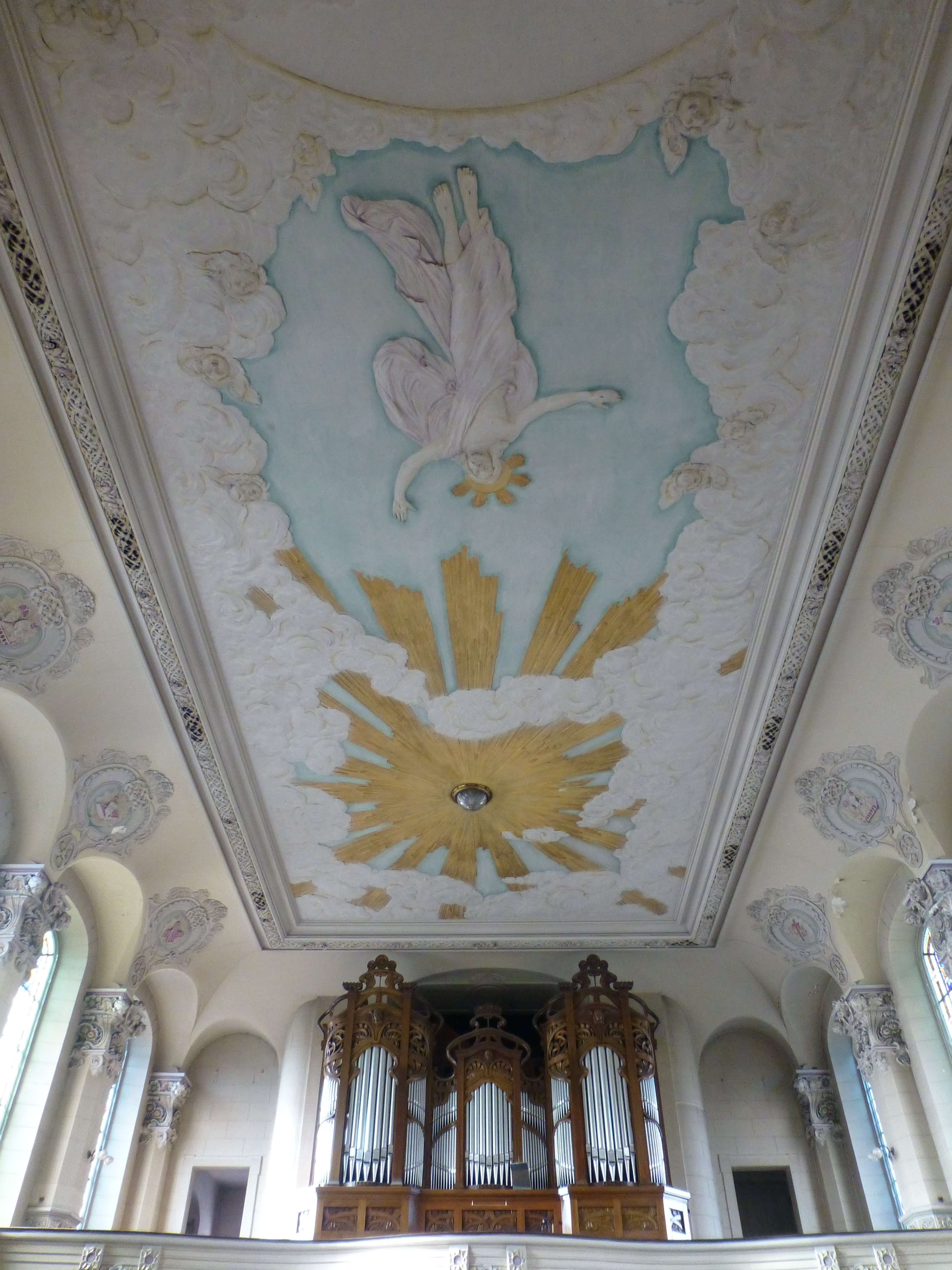
Salvatorkirche Gera, Deckenfresko und Orgelempore mit der Röver-Orgel von 1903

Die Salvatorkirche verfügt über eine der größten spielbaren Orgeln des Orgelbauers Ernst Röver. Das pneumatische Instrument mit zwei Manualen, Pedal und 36 Registern wurde in den Jahren 1903–1905 erbaut, besitzt 2013 Pfeifen und wurde zuletzt von 1998 bis 2003 vom Unternehmen Vogtländischer Orgelbau Thomas Wolf originalgetreu saniert.
| I Hauptwerk C–f3 |       |
| Bordun           | 16′   |
| Principal        | 8′    |
| Gambe            | 8′    |
| Hohlflöte        | 8′    |
| Gemshorn         | 8′    |
| Dolce            | 8′    |
| Zartgedackt      | 8′    |
| Octave           | 4′    |
| Rohrflöte        | 4′    |
| Gambette         | 4′    |
| Quinte           | 2 ⁄3′ |
| Oktave           | 2′    |
| Cornett V        | 8'    |
| Mixtur IV        |       |
| Trompete         | 8′    |

| II Schwellwerk C–f3 |     |
| Gedackt             | 16′ |
| Geigenprincipal     | 8′  |
| Salicional          | 8′  |
| Offenflöte          | 8′  |
| Fernflöte           | 8′  |
| Aeoline             | 8′  |
| Voix céleste        | 8′  |
| Flaute amabile      | 4′  |
| Viola               | 4′  |
| Waldflöte           | 2′  |
| Oboe                | 8′  |
| Mixtur III          |     |

| Pedal C–d1  |     |
| Principal   | 16′ |
| Violon      | 16′ |
| Subbass     | 16′ |
| Gedacktbass | 16′ |
| Oktavbass   | 8′  |
| Cello       | 8′  |
| Flötenbass  | 8′  |
| Octave      | 4′  |
| Posaune     | 16′ |

- Koppeln: Normalkoppeln, Suboktavkoppel I, Superoktavkoppel I, Superoktavkoppel II
- Spielhilfen: Crescendo-Walze, eine Freie Kombination, feste Kombinationen (mechanisch programmierbar - p, mf, f, ff, tutti), Handregister, Zungen ab, Generalkoppel.

## Literatur

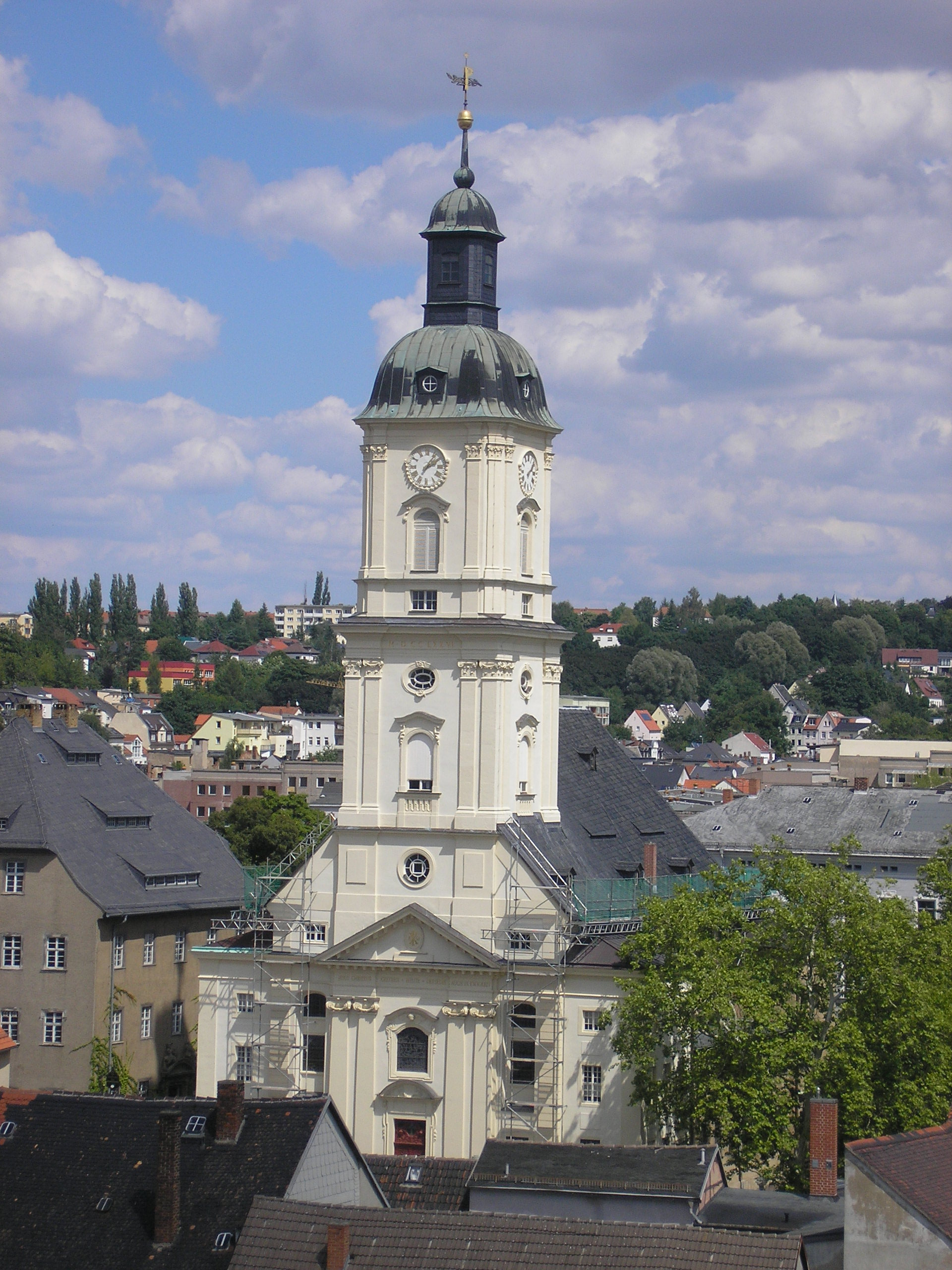
Ansicht der Kirche vom Rathausturm aus